# Torran Rocks
Las rocas Torran son un grupo de pequeñas islas y escollos localizadas entre las islas de Mull y Colonsay en Escocia.

## Geografía
Las rocas principales son Dearg Sgeir, MacPhail's  Anvil, Na Torrain, Torran Sgoilte y Torr an t-Saothaid a pesar de que hay muchas otras incluyendo la que está situada más al sur, Sgeir Dhoirbh (Roca de Nutria). Cubren un área de aproximadamente 25 kilómetros cuadrados, a unos 3 kilómetros al sur de la isla de Erraid y el Ross of Mull. Los islotes más grandes de Na Torrain alcanzan los 10 metros o más por encima del nivel de mar y son de hasta 150 metros de largo. El arrecife del oeste está compuesto de media docena de escollos aproximadamente 2 kilómetros al oeste de Na Torrain.

## Peligros para la navegación
Entre 1867 y 1872 se construyó un faro cercano al arrecife de Dubh Artach, a unos 16 kilómetros al suroeste, en respuesta a los peligros que estos presentaban a la navegación. Entre 1800 y 1854 treinta barcos naufragaron en las Torrans con la pérdida de más de cincuenta vidas. La asombrosa cantidad de 24 barcos se perdieron en el área en una tormenta entre el 30 y el 31 de diciembre de 1865. El escritor Hamish Haswell-Smith describe las rocas como "esparcidas sobre una amplia área cual dientes de dragón. Estas acechan amenzantemente justo debajo de la superficie, ocasionalmente mostrándose envueltas en salpicones de espuma blanca". Nicholson (1995) las llama "4 millas y media de un revoltijo de dientes de granito" y que "la extensión y la naturaleza confundida de este arrecife reclamó numerosos barcos operando entre América o los puertos Bálticos y Oban".

## Etimología
Haswell-Smith declaró en 2004 que el nombre deriva del gaélico "fuerte murmullo o trueno" a pesar de que en un contexto diferente Mac an Tàilleir describe Torrain como "montículo".